# Sinosauropteryx
Sinosauropteryx (betydning: "kinesisk øglevinge") er den først fundne og mest primitive dinosaur-slægt som havde fjer.  Den levede i Kina i den tidlige kridttid for 125 millioner til 122 millioner år siden og var måske nært beslægtet med Compsognathus.  Det var den første dinosaur, som blev fundet i Liaoning.  De største kendte eksemplarer var 1,0-1,2 m lange, hvoraf det meste var deres særdeles lange hale.
Velbevarede fossiler synes at vise, at Sinosauropteryx var dækket med et pels-agtigt dunlag bestående af meget simple fjer, opbygget i en togrenet form, som minder om de sekundære primitive fjer på den nulevende kiwi. Farvekornsanalyser viser ydermere at Sinosauropteryx har været rødbrun med hvide striber på halen.

## Fossilfund
Den eneste navngivne art er Sinosauropteryx prima, hvoraf der kendes tre eksemplarer: holotypen GMV 2123 (NIGP 127586) samt NIGP 127587 og D 2141.  Et fjerde, større eksemplar (GMV 2124) blev først klassificeret som S. prima, men forskerne overvejer om det snarere skal regnes som en ny art eller måske en ny slægt.
Eksemplaret NIGP 127587 blev fundet med resterne af et firben i maven.  Flere æg fundet i samme eksemplar antages at være dyrets egne, snarere end føde.  Disse æg var 36 mm lange og 26 mm brede (hele dyret var 1,07 m langt).
Det omdiskuterede eksemplar GMV 2124 havde tre pattedyrskæber i maven.

## Udseende
Sinosauropteryx var 1,07 m langt.
Den adskilte sig fra andre små dinosaurer bl.a. ved at dens kranie var længere end dens lårknogle, og ved dens meget korte, tykke arme, som kun var 30% af bagbenenes længde.  Sinosauropteryx havde forholdsmæssigt kortere lemmer end dens nære slægtning compsognathus.
Den havde 64 hvirvler i sin hale, som var længere i forhold til kroppens længde end hos nogen anden theropod (tobenede, typisk kødædende dinosaurer).  Også dens fingre var meget lange i forhold til de små arme; den anden finger og klo var længere end hele underarmen.

### Fjer
Sinosauropteryx er interessant fordi den havde primitive fjer, uanset at den ikke var særligt tæt beslægtet med "den første fugl", archaeopteryx.  Dette indikerer måske, at fjer var udbredt blandt theropoderne, selv om juravenator og tyrannosaurus dog havde skæl.  De fleste palæontologer anser ikke sinosauropteryx for en fugl.
På alle eksemplarerne af sinosauropteryx er der aftryk af udvækster fra huden, som er meget primitive fjer. Disse korte, dun-agtige tråde som hviler på skafte ses langs bagsiden af hovedet, på armene, nakken, ryggen samt øverste og nederste del af halen.  Enkelte fjertotter er fundet på siden af kroppen, og palæeontologerne Chen, Dong og Zheng mener derfor, at hele kroppen har været dækket af fjer, og at mavefjerene blot ikke er bevaret.
Fjerene findes i en afstand fra knoglerne som harmonerer godt med den forventede tykkelse af muskler og hud.  Der er derfor ikke grund til at tro, at der er tale om aftryk af noget, som Sinosauropteryx havde under huden.  Fjerenes noget tilfældige retning og bølgerne i dem tyder på at de var bløde og bøjelige.  I mikroskop er de enkelte tråde mørke i kanten og lyse indeni, så de kan have været hule ligesom i nutidige fjer.  Trådene var betydeligt grovere og tykkere end hårene på pattedyr af tilsvarende størrelse.  Trådenes længde var forskellig på de forskellige dele af kroppen.  Kortest (13 mm) lige foran øjnene og længst (40 mm) midt på oversiden af halen.
Alt i alt minder trådene mest om dunene på nutidige fugle, med et meget kort skaft og lange, tynde stråler.  Tilsvarende tråde ses på andre fossiler fra Yixian-formationen, herunder confuciusornis.
Enkelte forskere fortolkede imidlertid tråd-aftrykkene som kollagen-fibre snarere end primitive fjer.  De mente, at fibrene dannede en kam på ryggen og på undersiden af halen, ligesom på nogle nulevende havfirben.

#### Farvelægning
En undersøgelse i 2010 viste, at de omdiskuterede tråde på Sinosauropteryx var fjer. Undersøgelsen skete i forbindelse med en undersøgelse i fjer for farvekorn. I 2010 fandt den danske ph.d.-studerende Jakob Vinther forstenede pigmentkorn i fjer hos bl.a. den fjerklædte dinosaur Anchiornis huxleyi. Forskerne sammenlignede så med farvekorn fra nulevende fugle, og det viste sig, at det var muligt at sætte farver på dinosaurer med velbevarede fjer med melaninkorn.
Man kunne konkludere, at der fandtes farvekorn i Sinosauropteryx' tråde, og at de derfor med sikkerhed var en form for primitive fjer. Ved samme lejlighed satte man farver på den; og man kunne med en sandsynlighed på ca. 90 % erklære at Sinosauropteryx var rød/brun med hvide striber på halen. Striberne viser, at fjer ikke kun blev brugt til isolering, men snarere til kommunikation. Forskerne håber i fremtiden at kunne sætte farver på andre dinosaurer med fjerlignende strukturer som Velociraptor, Microraptor, Edidexipteryx, Tianyulong, Pedopenna og Psittacosaurus.